# Merészpatak
Merészpatak (1899-ben Mernyik, szlovákul: Merník) község Szlovákiában, az Eperjesi kerületben, a Varannói járásban.

## Fekvése
Varannótól 7 km-re északra fekszik.

## Története
1363-ban említik először, a Rozgonyiak csicsvai uradalmához tartozott. A 16. században a Báthoryaké, később a Forgáchoké.
A 18. század végén Vályi András így ír róla: „MERNYIK. Tót falu Zemplén Várm. földes Ura Szulyovszky Uraság, lakosai evangelikusok, fekszik Varannóhoz nem meszsze, Csicsókához is közel, határja két nyomásbéli, az őszi vetést nagy szorgalmatossággal adja meg, a’ tavaszi bővebben terem, erdője van.”
Fényes Elek 1851-ben kiadott geográfiai szótárában így ír a faluról: „Mernyik, tót falu, Zemplén vmegyében, Varanóhoz 1, Eperjes ut. posta. 3 1/2 mfdnyire, hegyek alján. Határa 1600 hold, mellyből 22 4/8 telek után urbéri föld és rét 560 hold, irtás 250 h., erdő 400 hold, a többit birja gr. Forgács család, de gr. Barkóczy János is bir 3 urbéri telket, s ez után egy darab erdőt. Sovány földe leginkább zabot terem. Lakja 60 romai, 100 görög kath., 250 evang., 20 zsidó. A lakosok szarvas-gombát szednek, melly itt néha bőségesen terem. Patakja a Csicsóka. Van egy uriudvar, mellyben most gr. Forgács tisztje lakik, 1831-ig Sulyovszky Menyhért és József fia zálogban tartván; itt történt az 1831-ki epemirigy kitörésekor azon hallatlan, kegyetlen mészárlás, midőn a fellázadt parasztok Sulyovszky Józsefet természetes leányával együtt, nagy nénjét, a járásbeli főbirót, a helybeni tiszttartót feleségestül együtt, a kerületi jegyzőt és a helybeli evang. lelkészt borzasztó kinzásokkal rakásra öldösvén, a falu határának szélére egy gödörbe temették, későbben a megye tisztviselői által a temetőben rendesen eltakaritatván. Van evang. anyatemploma.”
Borovszky Samu monográfiasorozatának Zemplén vármegyét tárgyaló része szerint: „Merészpatak, tót kisközség, melynek azelőtt Mernyik volt a neve. 62 házat és 352, nagyobbára ág. h. evangélikus lakost számlál. Postája, távírója és vasúti állomása Varannó. A varannai uradalomhoz tartozott s a Barkóczyak után a Szulyovszkyak lettek az urai. Most gróf Coudenhovenak van itt nagyobb birtoka. A község határában kaolin- és higanybánya van. Az 1831-iki kolera itt is kitört s a lakosokat lázadásra ragadta. A községben egy régi úrilak van. Az ág. h. evangélikus templom 1788-ban épült. Közel ide feküdt Lónya-telep, mely a XIV. században keletkezett, s melynek 1526-ban Bekényi Benedek és Kenderessy János voltak a földesurai.”
A trianoni diktátumig Zemplén vármegye Varannói járásához tartozott.

## Népessége
| Év:            | 1994. | 2004.   | 2014.   | 2024.   |
| -------------- | ----- | ------- | ------- | ------- |
| Emberek száma: | 651   | 628     | 607     | 584     |
| Eltérés:       |       | -3,53 % | -3,34 % | -3,78 % |

| Év:            | 2023. | 2024.   |
| -------------- | ----- | ------- |
| Emberek száma: | 588   | 584     |
| Eltérés:       |       | -0,68 % |

1910-ben 405, többségben szlovák lakosa volt, jelentős német kisebbséggel.
2001-ben 656 lakosából 654 szlovák volt.
2011-ben 614 lakosából 609 szlovák.

## Nevezetességei
- Evangélikus temploma 1778-ban épült, a faluban római katolikus és görögkatolikus templom is áll.